# Kabus ibn Sa’id
Kabus ibn Sa’id (ur. 18 listopada 1940 w Salali, zm. 10 stycznia 2020 w Maskacie) – sułtan Omanu w latach 1970–2020 i jedyny syn sułtana Sa’ida ibn Tajmura.

## Życiorys
W 1958 roku rozpoczął naukę w szkole Bury St Edmunds, a od 1960 roku kontynuował naukę w Royal Military Academy Sandhurst. Od 1962 roku służył w stopniu podporucznika w brytyjskiej Armii Renu w Minden w Niemczech, a następnie w towarzystwie brytyjskiego majora, Lesliego Chaunceya, odbył trzymiesięczną podróż dookoła świata.
Został sułtanem po dokonaniu zamachu stanu i obaleniu swojego ojca Sa’ida w 1970 roku. Był też sułtanem stolicy kraju – Maskatu, premierem kraju i ministrem kilku resortów. Jako władca w przeciwieństwie do swego ojca reformował kraj i był uznawany za twórcę jego potęgi. Zmarł w nocy z 10 na 11 stycznia 2020. W związku z jego śmiercią w Omanie ogłoszono trzydniową żałobę narodową z zamkniętym sektorem publicznym i prywatnym a także z flagami opuszczonymi przez czterdzieści dni. Trzydniową żałobę narodową ogłoszono również w krajach Bliskiego Wschodu m.in. w Kuwejcie, Arabii Saudyjskiej, Katarze, Zjednoczonych Emiratach Arabskich, Bahrajnie, Libanie i Egipcie. Jednodniową żałobę ogłoszono w Indiach i Bangladeszu.
Według niektórych źródeł był homoseksualistą, co miałoby powodować stosunkowo liberalną jak na kraj arabski politykę wobec osób LGBT+.

## Stopnie wojskowe
- Feldmarszałek Królewskiej Armii Omanu
- Admirał Królewskiej Marynarki Wojennej Omanu
- Marszałek Królewskich Sił Powietrznych Omanu
- Generał (honorowy) Armii Brytyjskiej